# Antigone di Macedonia
Antigone (in greco antico: Ἀντιγόνη?, Antigòne; Eordea, ... – ...; fl. IV secolo a.C.) è stata una nobile macedone antica, madre di Berenice I.

## Biografia
Secondo gli Scholia in Theocritum, Antigone, nipote dello stratego d'Europa e reggente dell'impero macedone Antipatro (era infatti figlia di Cassandro, fratello di Antipatro) ed originaria di Eordea, aveva sposato un certo Magas, non altrimenti noto, ed era la madre di Berenice I, che sposò il re d'Egitto Tolomeo I nel 317 a.C. circa.